# Aumeister

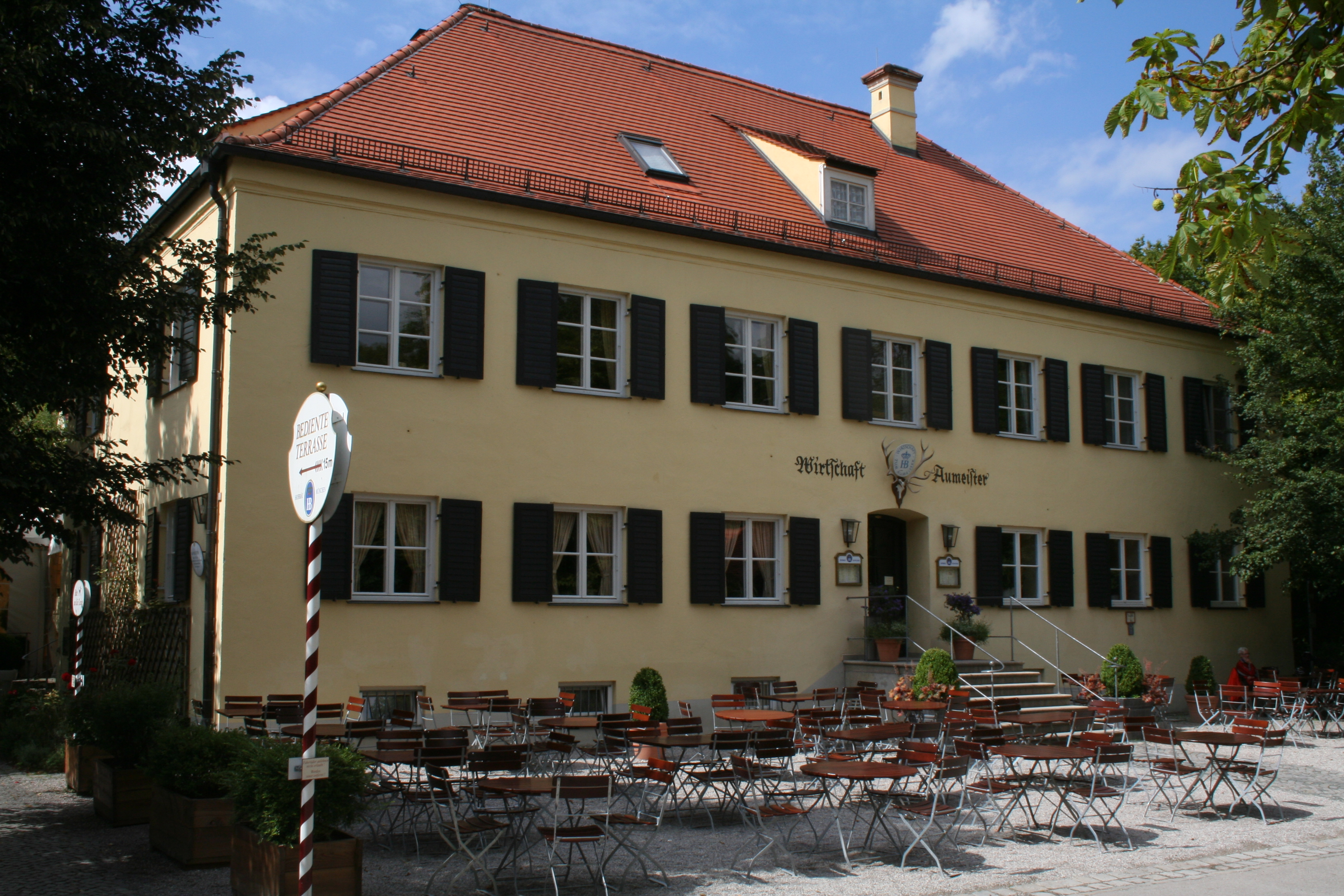
Die Münchner Wirtschaft „Zum Aumeister“

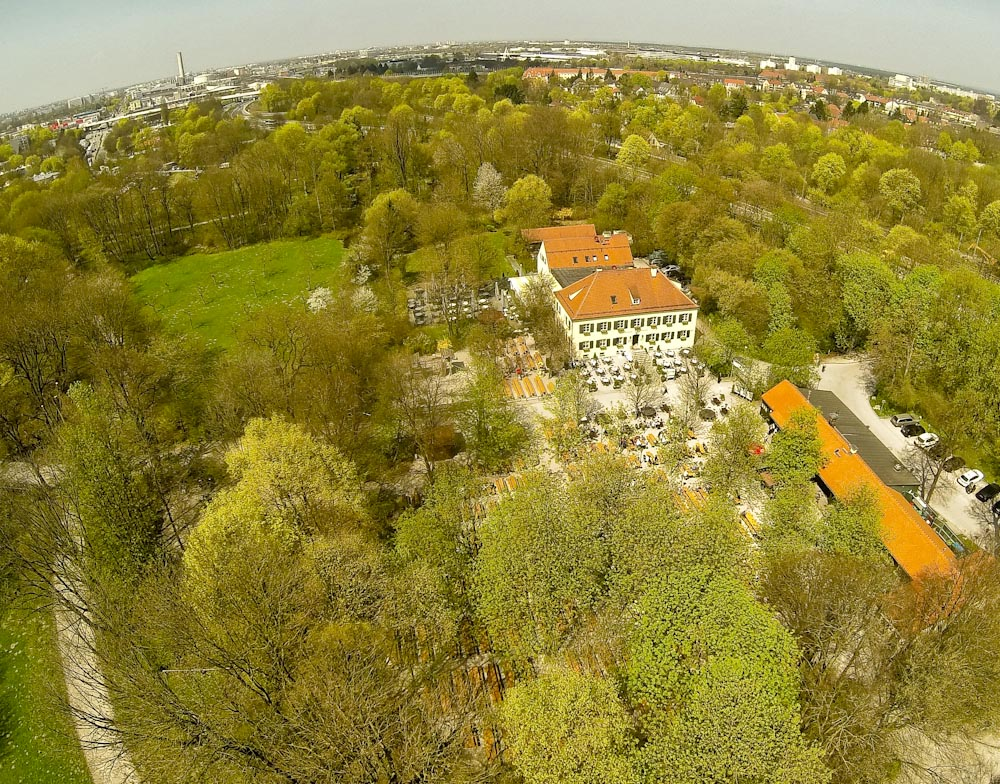
Luftbild vom Biergarten Aumeister

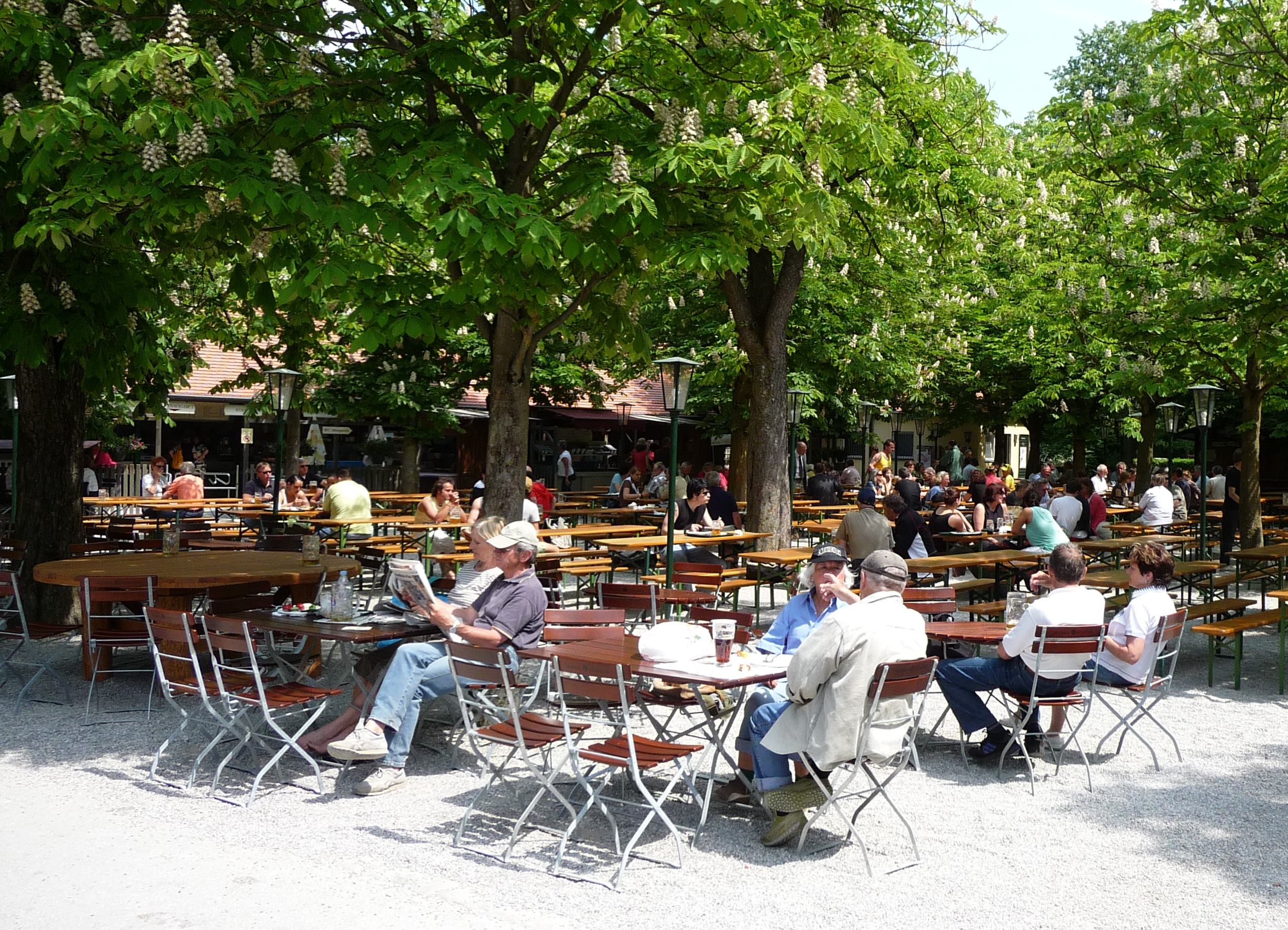
Biergarten

Der Aumeister ist eine Münchner Wirtschaft mit Biergarten für 2500 Gäste. Er liegt am Nordende des Englischen Gartens in der Hirschau südlich des Föhringer Rings und östlich der Studentenstadt Freimann im Stadtteil Freimann (Stadtviertel Kulturheim).

## Geschichte
Nach der Anlage des Englischen Gartens wurde das Haus des Aujägermeisters aus dem Lehel an den Nordrand der Hirschau auf Freimanner Flur verlegt und war ab 1803 zusammen mit drei weiteren neu erbauten Höfen Teil des neuen Ortsteils Kulturheim. 1810 erstellte der Hofmaurermeister Joseph Deiglmayr Pläne für ein neues Wirtschaftsgebäude. An der Stelle eines ehemaligen hölzernen Gartenwirtschaftsgebäudes sollte ein zweigeschossiges freistehendes Walmdachhaus in klassizistischer Manier entstehen. Der Entwurf wurde Oberbaukommissar Emanuel Herigoyen vorgelegt, der den Fassadenentwurf vereinfachte und den Bau freigab. Das 1810/11 erbaute Gebäude wird heute „Aumeister“ genannt und steht unter Denkmalschutz. Nachdem der Wald- und Aumeister nicht nur das Wild in diesem Teil der Isarauen zu hegen, sondern auch die Teilnehmer an den Hofjagden zu bewirten hatte, wurde der Aumeister schon vor der Aufgabe der Jagd in der Hirschau von Ausflüglern aufgesucht. 1845 wurde er beschrieben als ein „angenehmer und von den höhern Ständen besuchter Platz“. Daraus entwickelte sich eine beliebte Gastwirtschaft mit angeschlossenem Biergarten, die noch heute von Ausflüglern frequentiert wird. Der Aumeister war ab 1808 Teil der Gemeinde Freimann und wurde zusammen mit dieser 1931 nach München eingemeindet.
1972 war am Aumeister die Wendeschleife der olympischen Marathonstrecke. Blaue gestrichelte Markierungen in der Mitte der Wege der Hirschau zeugten über zwei Jahrzehnte davon.